# Избрисано сећање
Избрисано сећање (енгл. The Forgotten) је амерички психолошки филм из 2004. са Џулијаном Мур у главној улози. Филм је режирао Џозеф Рубен. 

## Радња
Тели Парета (Мур) тугује за својим деветогодишњим сином Семом, који је погинуо у авионској несрећи 14 месеци раније. Стално живећи у прошлости, она се отуђује од свог мужа Џима (Едвардс). Њен психијатар (Синисе) јој тада каже да је њен син само плод њене маште. Према Џиму, имала је побачај. Покушавајући да пронађе доказе за супротно, она схвата да су сви трагови постојања њеног сина нестали. Фотографије су нестале из њеног албума, а записи о рођењу детета из болничког картона.
Упркос чињеници да сви око ње тврде да никада није имала сина, Тели остаје уверена да је то лаж. Она одлази у дом Еша Корела (Вест), чија је мртва ћерка била у истом авиону. Еш је самохрани отац који је сам одгајао ћерку. Њихова деца су била пријатељи, тако да Телли познаје Асха. На њен све већи ужас, Тели схвата да се Еш не сећа ње, њеног сина, па чак ни сопствене ћерке Лорен. Али Тели сазнаје да је Еш опијао након смрти своје ћерке, не сећајући се разлога за своје понашање. Мислећи да је Тели луд, Еш зове полицију. У међувремену, Тели улази у Ешову канцеларију, која је некада била Лоренина соба, и почиње да кида тапете са зидова, откривајући стари папир са цртежима Ешове ћерке. Појављује се полиција и одводи Телија. Буквално минут касније, Асх, након што је прегледао цртеже на тапету, сећа се свега: слика његове вољене ћерке, због чијег одсуства је почео да пије, оживљава у његовом уму. Асх бежи напоље и бори се да спасе Телија из руку федералаца. Затим се пењу у Ешов ауто и одлазе. Бежећи од полиције, случајно преврну човека, који затим устане и оде као да се ништа није десило без наговештаја повреде.
Хероји хватају једног од агената НСА који их прати и испитују га. На тај начин родитељи сазнају да је нестанак њихове деце део ванземаљског искуства. Али пре него што агент може да каже било шта друго, невидљива сила га изненада усиса у небо. Његове последње речи биле су шапат: „Они слушају.
Тели и Еш одлазе у канцеларију авио-компаније која је поседовала нестали авион. Али у канцеларији затекну само службеницу банке која описује имовину компаније у стечају. Тели, представљајући се као секретар директора компаније, господина Шинира, од ње сазнаје адресу свог „шефа“. Крећући се својој кући, Тели се сећа да је мистериозни, пријатељски расположен човек био близу Сема на дан поласка. Еш, у међувремену, открива своју фотографију у Шинировој напуштеној кући. Ово је исти човек кога су ударили аутом.
Полицијски детектив-психолог Ен прати хероје филма и стиже до куће менаџера авио компаније. Она (Вудард) види мистериозног човека којег је претходно ударио аутомобил и упозорава да ће пуцати ако он не стане. Видевши да човек ни не помишља да послуша, полицајац га упуца, али му ране моментално зарасту, и он зађе иза угла са осмехом на лицу. Схвативши да је ситуација много озбиљнија него што је мислила и да је Тели била у праву, Ен је проналази и нуди јој помоћ, али, попут агента НСА, изненада нестаје на небу.
Вративши се у Ешов стан, јунаци филма тамо откривају Шинира. Задиркује их и провоцира, објашњавајући да њихове жеље никога не занимају, а експеримент ће бити настављен по сваку цену. Еш, схватајући ситуацију и покушавајући да спасе Телија по цену сопственог живота, зграби ванземаљца и баци се са њим кроз прозор, али је одмах усисан у небо. Тели истрчава на улицу, али не налази трагове Шинировог пада: он се, очигледно, уопште не може убити. Психијатар у кући Тели покушава да је убеди да оде у полицију, али га она приморава да је одведе у хангар авио-компаније. Тамо Тели поново среће Шинира, који је позива да га прати. Психијатар открива све своје карте: знао је за експеримент од самог почетка, саосећао је са његовим учесницима, али није могао да убеди Шинира да прекине експеримент.
Тели види Сема како трчи у хангару и трчи за њим. Али њен син не одговара на њене позиве. Одједном се испред ње појављује ванземаљац Шинир и објашњава јој да је она, а не Сем, заморац. Нестала деца су само средство, за њих нико није заинтересован, а права сврха експеримента је проучавање везе између родитеља и деце. Ванземаљци, који нису људи, могли су да измере енергију родитељске љубави, али никада нису могли да је разумеју. Шинир такође открива да је, пошто је он одговоран за позитивне резултате искуства (очигледно, негативни резултати су неприхватљиви), она је дужна да заборави сина, као и сви остали родитељи „изгубљене“ деце. Он такође делимично открива свој прави изглед (сличи типичном Греју). Тели покушава да побегне, али је ванземаљац зграби за врат. Присиљава је да се сети када је први пут видела сина. Тели изнад себе види капе доктора, сећа се тренутка Семовог рођења и ово сећање се одмах брише.
Жена лежи на поду хангара, али не може да се сети сина, па чак ни његовог имена. Али одједном Тели види своју трудноћу, сећа се свега и стане пред ванземаљца. Шинир није личност, и није узео у обзир чињеницу да било која жена познаје и воли своје дете много пре његовог рођења. Зато су сви експериментални мушкарци прво заборавили своју децу. Испоставило се да је Асх изузетак од правила: самохрани отац заменио је мајку девојчице, а његова љубав према Лорен била је толико јака да се сетио своје ћерке на први подсетник на њу. Тели вришти Семово име и каже да је у њој било живота. Упркос свим напорима експериментатора, она се сећа свог дечака. Ванземаљац тражи више времена за експеримент, али његови „надређени“ верују да је експеримент пропао, а он сам нестаје на небу.
Тели не зна са сигурношћу да ли је експеримент завршен. Журећи да сазна, она трчи кући, вичући име свог сина, али затиче кућу празну. Одлучивши да Сем највероватније шета, она излази на игралиште. Видевши Сама тамо живог и неповређеног, Тели га грли плачући. Затим прилази Ешу, који седи на љуљашки и посматра Лорен. Лорен се игра са Семом и не сећа се ничега о својој "смрти" у авионској несрећи. Еш се такође не сећа својих авантура са Тели, али схвата да познаје ову жену и да осећа искрено саосећање према њој. И Тели осећа исто, знајући да јој је овај човек два пута спасао живот. Оба родитеља, након што су прекинули експеримент са ванземаљцима, почињу да разговарају док помно држе на оку своју децу. Они сада не могу ништа другачије.
Постоји алтернативни завршетак на ДВД-у. Када Тели трчи за Семом у хангару, наилази на репродукцију његове спаваће собе, али јој пут блокира невидљива електрична баријера. Ванземаљац прилази отпозади и објашњава да Сем наставља да живи нормалним животом и да је не види и не чује. Почиње да јој поставља питања о сину, на која она не може да одговори јер јој он одузима памћење. Тели покушава да пређе баријеру, али га сваки пут удари струја. Ванземаљац јој говори да ову патњу може окончати тако што ће добровољно заборавити на Сема, иначе ће је баријера на крају убити. Она наставља своје покушаје и губи свест. Будећи се на поду празног хангара, не може да се сети имена свог сина. Као и у првом крају, сећа се трудноће, а потом и свега осталог. Ванземаљац открива да је експеримент завршен и да ће само она свега запамтити. Као и у првом крају, она открива Сема на игралишту, али и види ванземаљца који га прати пре него што се окрене и оде.

## Улоге
- Џулијана Мур – Тели Парета
- Кристофер Ковалски – Сем Парета
- Џесика Хект – Елиот
- Гари Синиз – др Џек Манс
- Алфри Вудард – детектив Ен Поуп
- Ентони Едвардс – Џим Парета
- Доминик Вест – Еш Корел
- Кетрин Фогнан – Лорен Корел
- Лајнус Роуч – „пријатељски човек“ (господин Шинир)
- Ли Таргесен – Ал Петалис